# Opisthoxia formosantata
Opisthoxia formosantata là một loài bướm đêm trong họ Geometridae.